# Hivzija Hasandedić
Hivzija Hasandedić (Jablanica na Neretvi, 1. srpnja 1915. – Mostar, 19. listopada 2003.), bosanskohercegovački povjesničar iz Mostara.

## Životopis
Rođen u Jablanici. Vrstan poznavatelj orijentalnih jezika. Dugo godina proučavao je povijesne dokumente iz osmanskog razdoblja i kasnijih razdoblja. Pored knjiške naobrazbe, bavio se radom na terenu. Proučavao je spomenike, povijesne tragove, narodnu predaju, razgovore s mještanima u svezi s baštinom i mjesnim poznavateljima baštine. Plod tog rada je knjiga Muslimanska baština u istočnoj Hercegovini.